# GABA성
GABA성(영어: GABAergic) 또는 GABA작동성은 분자생물학 및 생리학에서 신경전달물질인 GABA와 관련되거나 영향을 미치는 경우를 지칭한다. GABA는 γ-아미노뷰티르산의 약자이다. 예를 들어 신경전달물질로 GABA를 사용하는 시냅스는 GABA작동성이고, GABA작동성 뉴런은 GABA를 생성한다. 신경전달을 자극하거나 차단하는 것과 같이 GABA 시스템과의 상호작용을 통해 효과를 생성하는 물질은 GABA작동성이다.
GABA작동성 약물은 신체 또는 뇌에서 GABA의 효과를 수정하는 화학 물질이다. GABA작동성 약물의 일부 다른 부류에는 작용제, 길항제, 조절제, 재흡수 저해제 및 효소가 포함된다.

## 같이 보기
- 아데노신작동성
- 아드레날린작동성
- 칸나비노이드작동성
- 콜린작동성
- 도파민작동성
- 글리신작동성
- 히스타민작동성
- 멜라토닌작동성
- 모노아민작동성
- 오피오이드작동성
- 세로토닌
- 세로토닌성 (세로토닌작동성)